# Parwis Taslimi

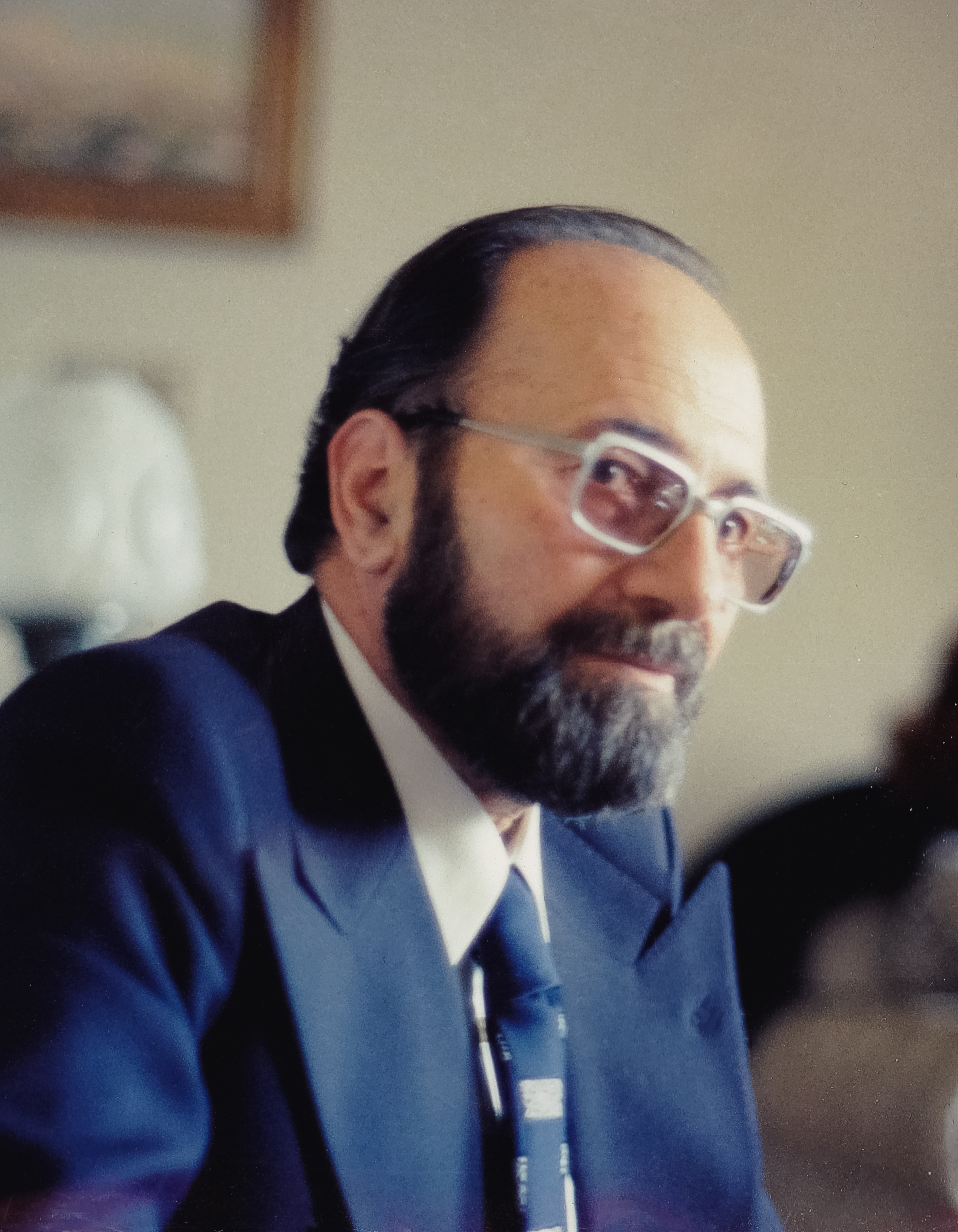
Parwis Taslimi, 2020

Parwiz Taslimi (* 10. Juli 1919 in Qazvin; † im Iran; persisch پرویز تسلیمی) war ein iranischer Chemieingenieur und Hochschullehrer.

## Leben
Taslimi gehörte der Bahai-Religion an und war mit Abdul Hussein und Manuchehr Taslimi verwandt. Er besuchte von 1927 bis 1933 die Grundschule in Qazvin und danach die Oberschule in Teheran, wo er 1941 die Reifeprüfung ablegte. Er studierte Chemie an der Technischen Hochschule Teheran und erlangte dort 1945 ein Diplom als Chemieingenieur. 1946 heiratete er Aladokht Alai (* 1928), mit der er mehrere Kinder zeugte. Von 1947 bis 1948 arbeitete er als Chemieingenieur in einer Ölraffinerie in Abadan. 1948 wurde er Chemieassistent an der Universität Teheran und gab ab 1949 gleichzeitig Chemieunterricht an der Alborz-Oberschule in Teheran. 1954 wurde er zum stellvertretenden Leiter des chemischen Laboratoriums der veterinärmedizinischen Fakultät ernannt. 1955 erlaubte ihm die Universität Teheran ein Promotionsstudium in Deutschland, wo er 1960 an der Eberhard Karls Universität Tübingen bei Günther Hillmann mit einer Arbeit über die Biosynthese des Schilddrüsenhormons promovierte.
In den folgenden Jahren gründete er die naturwissenschaftliche Fakultät der Schahid-Tschamran-Universität, wo er langjährig Professor für Chemie war. Er betreute zahlreiche Doktorarbeiten verschiedener iranischer Universitäten.
Taslimi gehörte als Mitglied des Bahaitums einer gesellschaftlichen Elite an, die seit Beginn der Islamischen Revolution im Iran geächtet wird. Daher flohen seine Verwandten u. a. in die Schweiz. Seine Witwe Aladokht und Kinder leben in der Schweiz, der Filmemacher Omid Taslimi ist einer seiner Enkel.

## Publikationen auf Deutsch
- Günther Hillmann, Barbara Keil, Parwiz Taslimi: Über das Vorkommen von Thyroxamin in Thyreoidea und Plasma. In: Zeitschrift für Naturforschung B. Band 16, Nr. 1, Januar 1961, S. 28–32, doi:10.1515/znb-1961-0106 (online [PDF]).
- Beiträge zur Biosynthese des Schilddrüsenhormons. Dissertation. Universität Tübingen, 1960.